# European Touring Car Championship
Het European Touring Car Championship (ETCC) was een internationale raceklasse georganiseerd door de FIA. De klasse kende twee actieve periodes: tussen 1963 en 1988 en tussen 2000 en 2004.
Na het seizoen 2004 werd de naam ETCC opgeheven, en ging de klasse op in het World Touring Car Championship. Vanaf dat jaar wordt eenmalig per seizoen gestreden om de European Touring Car Cup.